# 九十九王子 (印南町)
本項目では、和歌山県日高郡印南町に所在する九十九王子（くじゅうくおうじ）について述べる。

## 九十九王子とは
九十九王子（くじゅうくおうじ）とは、熊野古道、特に紀伊路・中辺路沿いに在する神社のうち、主に12世紀から 13世紀にかけて、皇族・貴人の熊野詣に際して先達をつとめた熊野修験の手で急速に組織された一群の神社をいい、参詣者の守護が祈願された。
しかしながら、1221年（承久3年）の承久の乱以降、京からの熊野詣が下火になり、そのルートであった紀伊路が衰退するとともに、荒廃と退転がすすんだ。室町時代以降、熊野詣がかつてのような卓越した地位を失うにつれ、この傾向はいっそう進み、近世紀州藩の手による顕彰も行なわれたものの、勢いをとどめるまでには至らなかった。さらに、明治以降の神道の国家神道化とそれに伴う合祀、市街化による廃絶などにより、旧社地が失われたり、比定地が不明になったものも多い。
本記事では、これら九十九王子のうち、比定地が印南町にある王子を扱う。

## 印南町の九十九王子
印南町の九十九王子は4社。

### 津井王子
上野王子から国道42号を下り、陸側の路地に入ったところに津井王子（ついおうじ）がある。「熊野道之間愚記」（『明月記』所収）建仁元年（1201年）10月11日条に「ツイノ王子」とあるが、『熊野詣日記』（応永34年〈1427年〉）には王子の名は見られない。近世には吐王子（ついおうじ）と称されたと見え、『紀伊続風土記』や『紀伊名所図会』にこの名が見られる。『紀伊続風土記』は津井領から印南に遷座されたと記しているが旧地は定かではなく、『和歌山県聖蹟』は現在地から1キロメートルほど北西にあたる字王子田なる場所を旧社地としており、かつて工事の際に瓦や土器が出土した。1908年（明治41年）、山口八幡神社に合祀され廃絶し、「吐王子神社旧跡」と記された石碑と神社林の名残が残されている。町指定史跡（1986年〈昭和61年〉2月25日指定）。
- 所在地 和歌山県日高郡印南町印南745

### 斑鳩王子

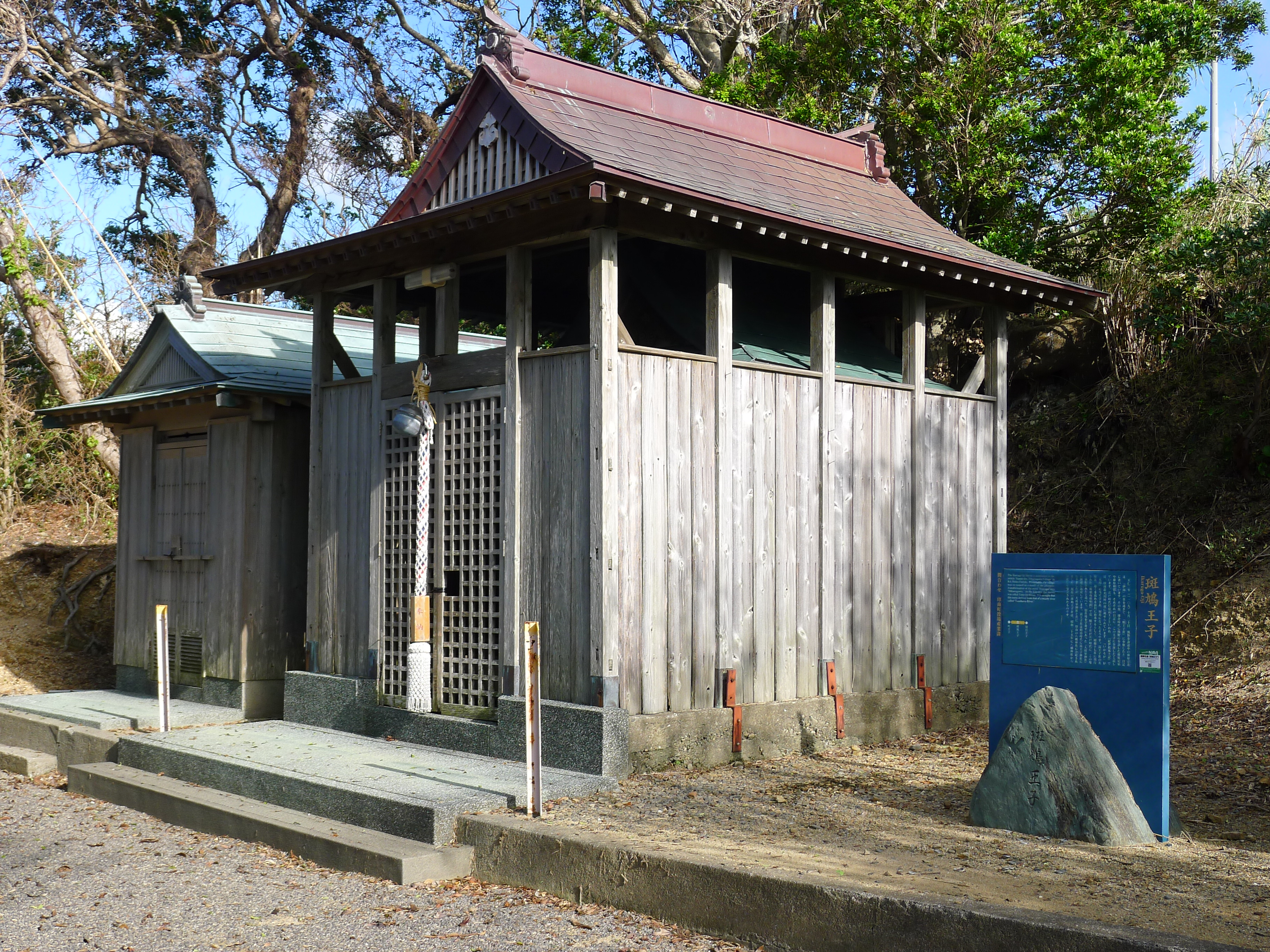
斑鳩王子

斑鳩王子（いかるがおうじ、または鵤王子〈いかるがおうじ〉・富ノ王子〈とみのおうじ〉）は、印南南部の光川地区に比定される。『中右記』天仁2年（1109年）10月20日条に「鵤王子」、『熊野道之間愚記』建仁元年（1201年）10月11日条に「イカルガ王子」と見えるが、『熊野詣日記』（応永34年〈1427年〉）には見られない。『紀伊続風土記』は富王子の名で記録し、中世参詣記にある「いかるか王子」の跡であるとし、『紀伊国名所図会』は光川の地名が「いかる川」から転訛したと記している。江戸時代以前は紀勢本線の線路をはさんで反対側の大将軍社と呼ばれる場所に会ったと見られ、丸石を御神体としていたと伝わる。1908年（明治41年）に山口八幡神社に合祀されたが、1950年（昭和25年）に分祀され、現在に至る。町指定史跡（1986年〈昭和61年〉2月25日指定）。
- 所在地 和歌山県日高郡印南町3450

### 切目中山王子

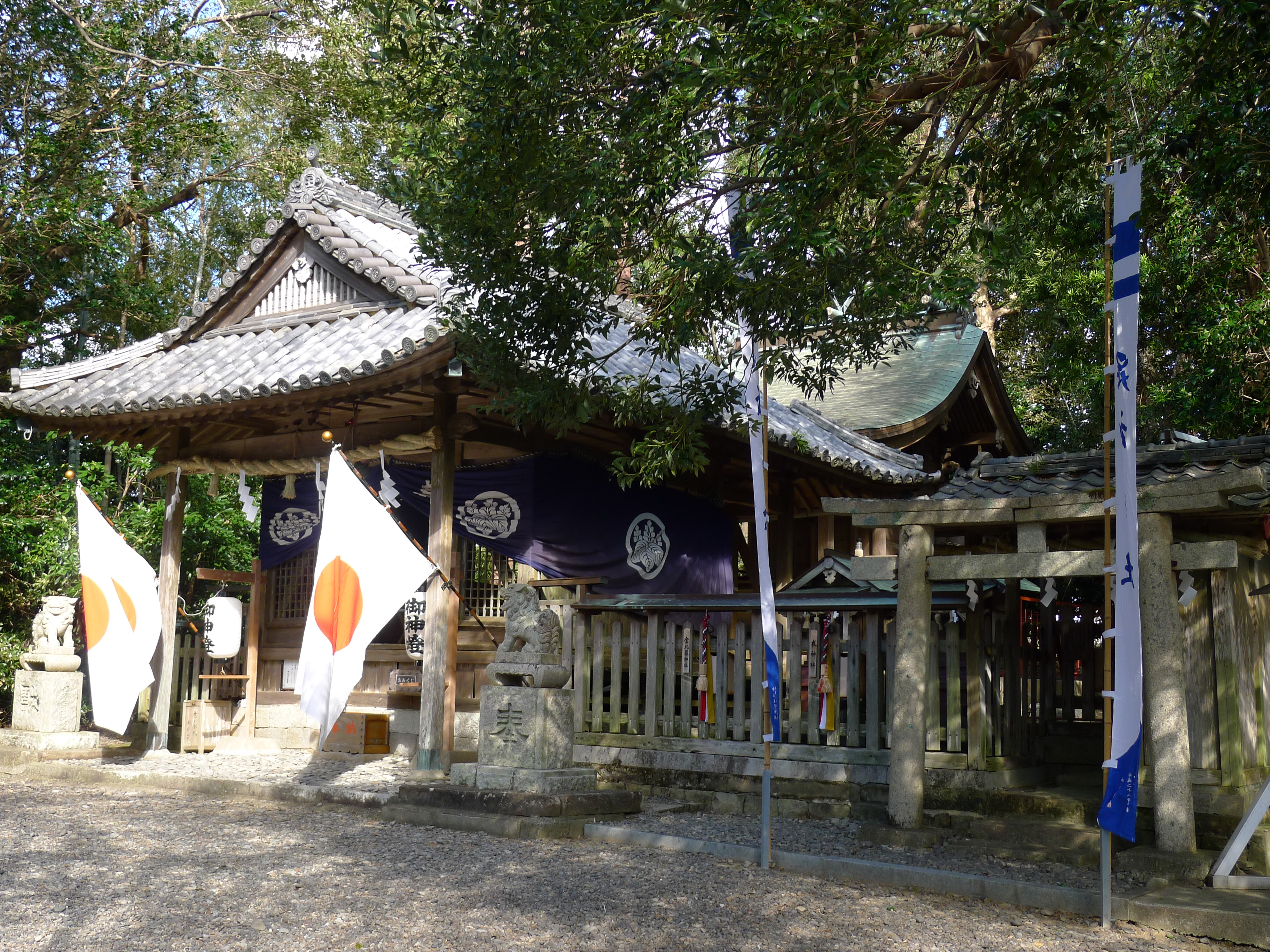
切目中山王子

切目王子から旧街道沿いに東南へ進んで紀勢本線の線路を越え、榎峠のやや手前にある中山王子神社（なかやまおうじじんじゃ）が切目中山王子（きりめなかやまおうじ）跡である。『熊野道之間愚記』には山を超えて参詣したとあるため、移転させられたと見られるが、旧地は定かではない。榎峠を越えた中山谷にオジヤ谷と呼ばれる一帯があり、その地名から旧社地であると考定されている。県指定史跡（1958年〈昭和33年〉4月1日指定）。社前には様式から見て室町時代初期の作と推定される大小2基の砂岩製宝篋印塔があり、町指定文化財（1986年〈昭和61年〉2月25日指定）。
- 所在地 和歌山県印南町島田2916

## 周辺情報
切目中山王子から次の岩代王子（みなべ町）の間にあるのが榎木峠になる。峠越えまで全て印南町側にあり、古道の趣を伝えている。

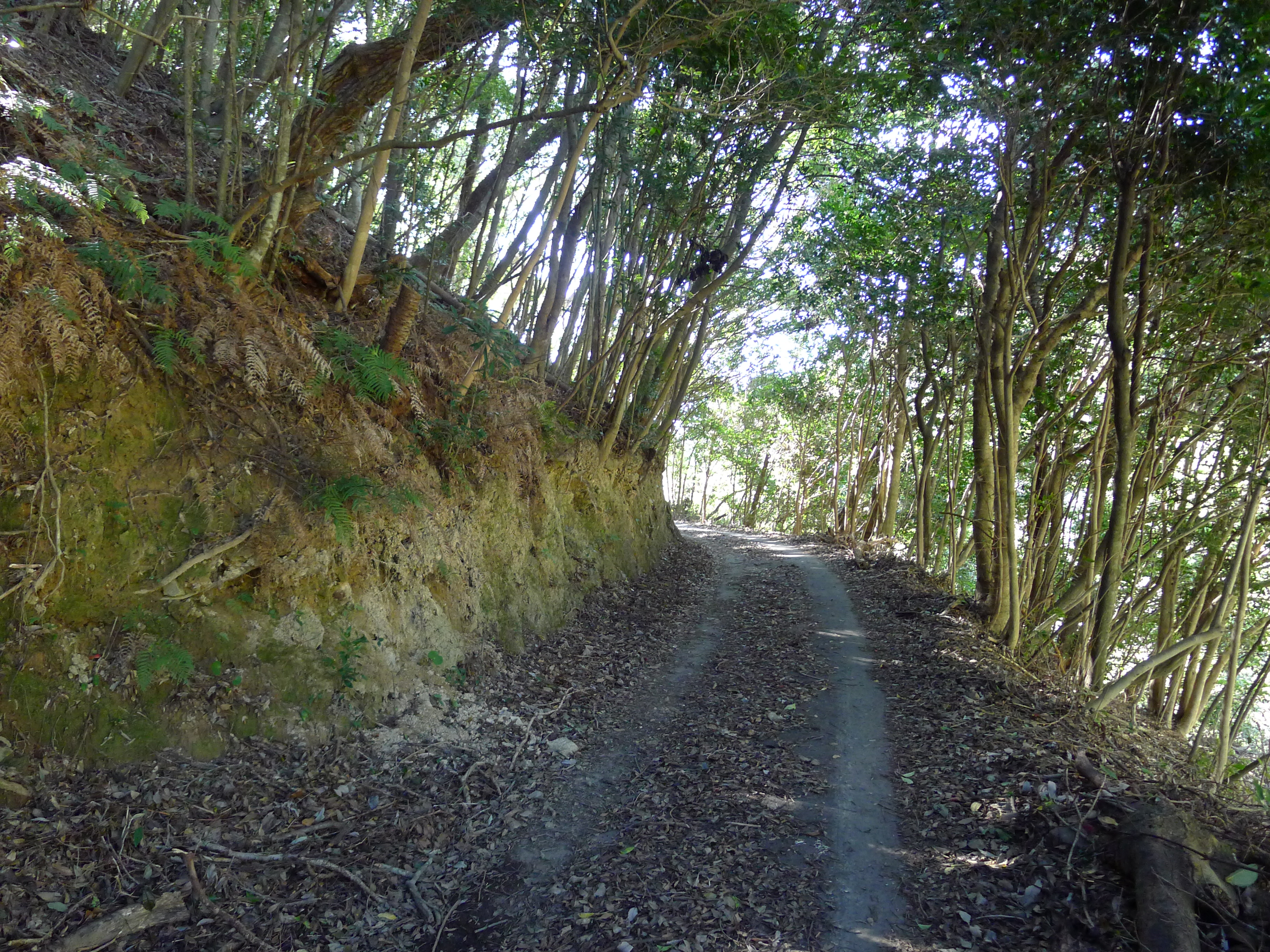
榎木峠への道
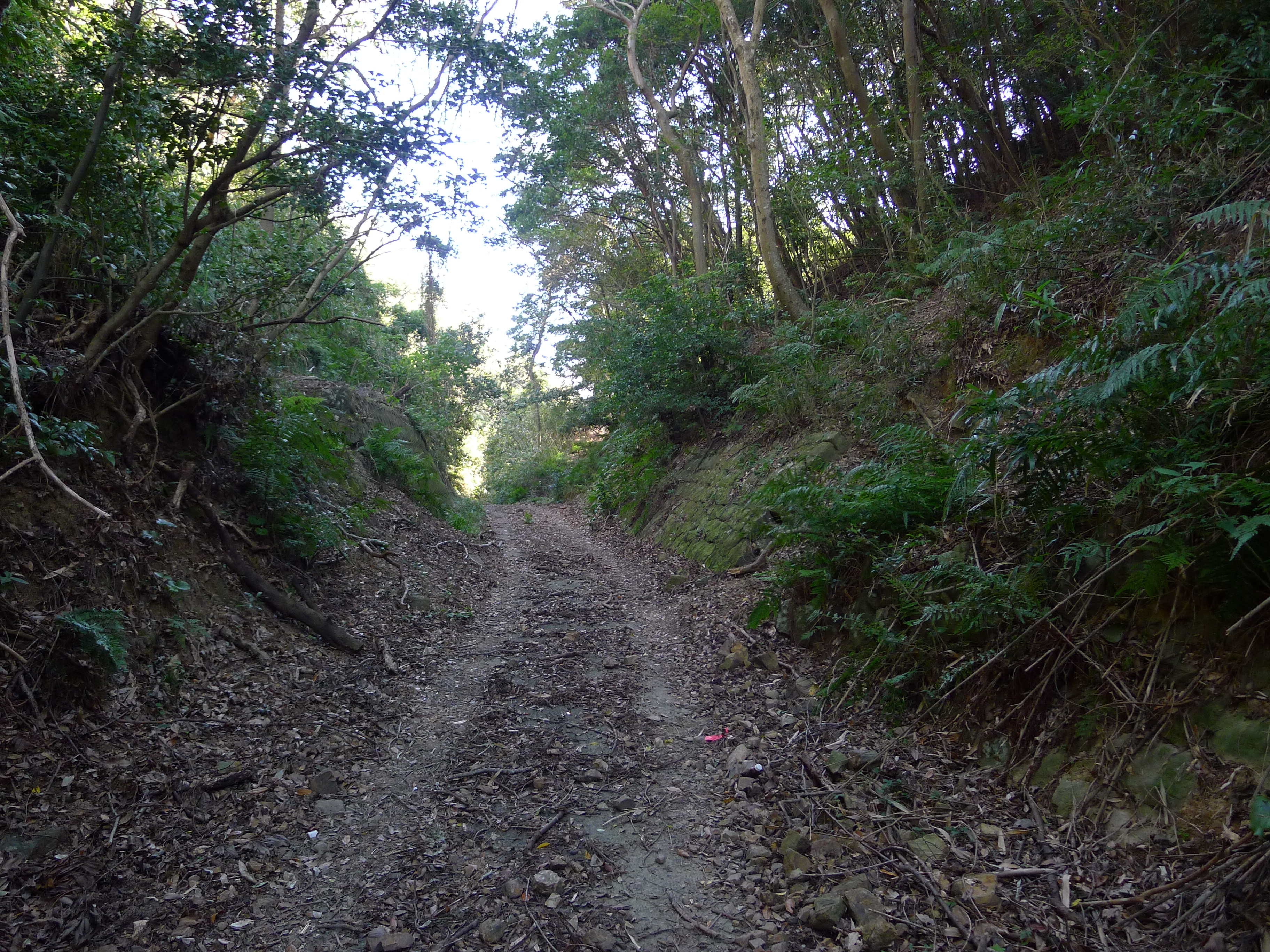
榎木峠
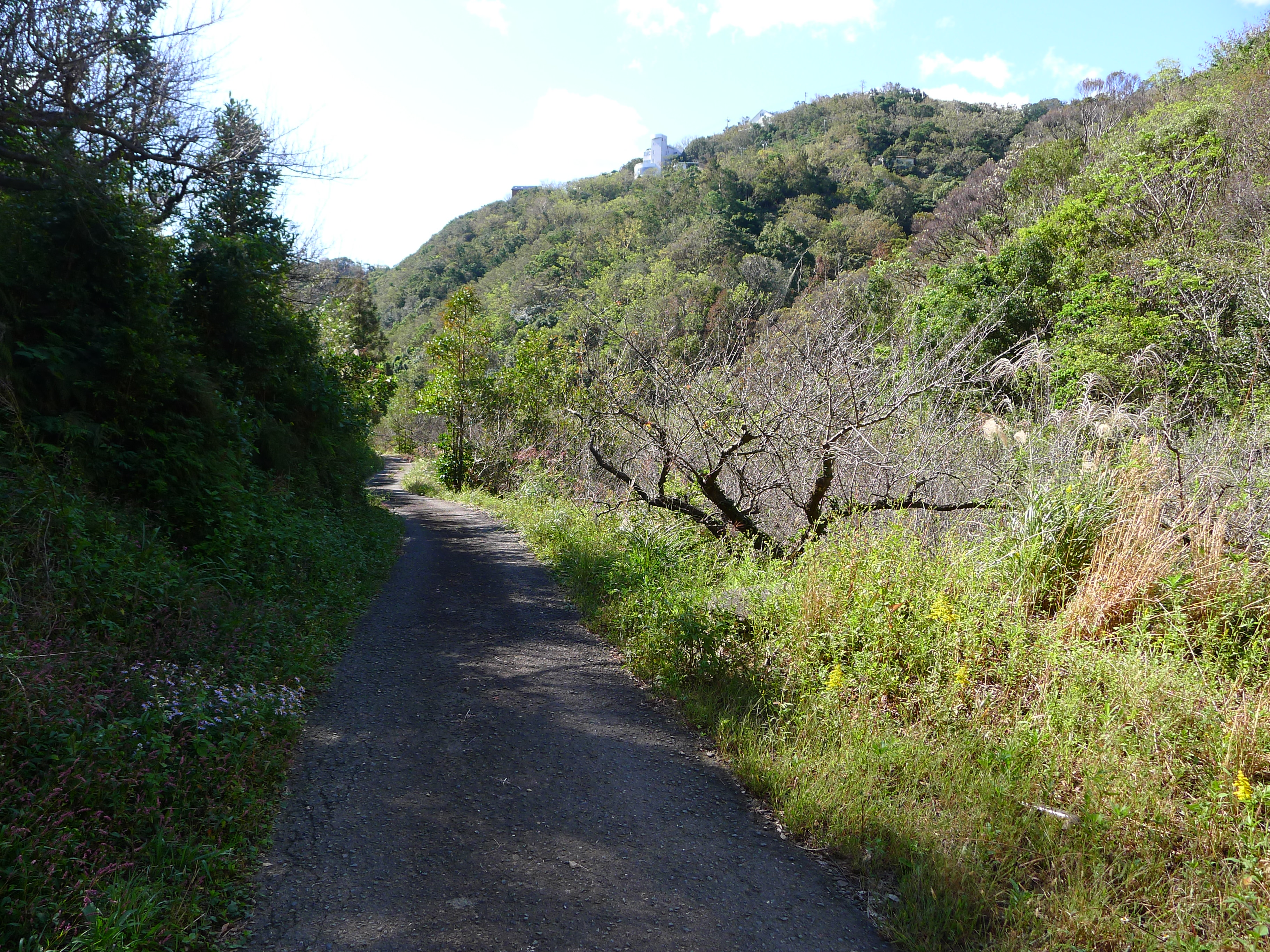
榎木峠を越えた道

## 注
1. ↑  長谷川[2007: 99]
2. ↑  平凡社[1997: 558]
3. ↑  “10. 叶王子社跡”.   印南町教育課. 2009年4月4日閲覧。
4. ↑  平凡社[1997: 81]
5. ↑  長谷川 [2007: 100]
6. 1 2  西[1987: 133]
7. ↑  “11. 斑鳩王子跡”.   印南町教育課. 2009年4月4日閲覧。
8. ↑  長谷川[2007: 103]
9. ↑  西[1987: 136]
10. ↑  “県指定文化財・記念物”.   和歌山県教育委員会. 2009年4月4日閲覧。
11. ↑  “2. 中山王子跡、18. 中山王子社前の宝篋印塔”.   印南町教育課. 2009年4月4日閲覧。

## 文献
- 「角川日本地名大辞典」編纂委員会編、1985、『和歌山県』、角川書店（角川日本地名大辞典30） ISBN 404001300X
- 西 律、1987、『熊野古道みちしるべ - 熊野九十九王子現状踏査録』、荒尾成文堂（みなもと選書1）
- 長谷川 靖高、2007、『熊野王子巡拝ガイドブック』、新風書房 ISBN 9784882696292
- 平凡社編、1997、『大和・紀伊寺院神社大事典』、平凡社 ISBN 458213402-5